# 三菱・エクリプスクロス
エクリプスクロス（ECLIPSE CROSS）は、三菱自動車工業が製造・販売するクロスオーバーSUVである。

## 概要
コンパクトSUV「RVR」とミッドサイズSUV「アウトランダー」および「アウトランダーPHEV」という、三菱自動車のクロスオーバーSUVラインアップに新たに加わる新型コンパクトSUVである。
三菱自動車のグローバル戦略車として、2017年10月の欧州への出荷を皮切りに、11月に豪州・ニュージーランド・ASEAN地域、2018年1月に北米に向けて出荷しており、最終的に約80ヶ国へ展開する計画であるとしている。

## 初代 GK/GL型（2017年 - ）

### デザイン・パッケージング
デザインテーマは「VIBRANT & DEFIANT（躍動、そして挑戦）」で、アスリートがクラウチングスタートから走り出す瞬間を表現している。フロントデザインには、三菱自動車の最新デザイン言語である「ダイナミックシールド」をさらに進化させて採用。薄くシャープなLEDヘッドライト（G、G Plus Packageに標準装備）とLEDデイライトをフロントフェイス上部に配置し、ターンランプとフォグランプを下部に配置することで、より精悍なイメージを表現するとともに、ターンランプの視認性の向上を図っている。また、ベルトラインや彫刻的なキャラクターラインによるウェッジシェイプ（前傾姿勢）、前傾したリヤウインドウ、テールゲートを直線的に落とし込みオーバーハングを切り詰めたリヤエンド、大きく張り出した筋肉質な前後のフェンダーにより、三菱自動車はこの車を「クーペSUV」と表現している。
なお、流麗なフォルムはストレートに「クーペスタイルのSUV」を表現する理由から、三菱クーペの象徴でもあるエクリプスになぞらえ、その名が採用された。
インテリアは、ブラックとシルバーのモノトーンとし、水平基調のインストルメントパネルと立体的なシルバー加飾を採用。また、薄型のスマートフォン連携ディスプレイオーディオ[SDA］＋タッチパッドコントローラー（前期モデル／G Plus Packageに標準装備）、ヘッドアップディスプレイ（G、G Plus Packageに標準装備）を搭載することで、運転席の先進感を高めている。
2020年12月のマイナーチェンジモデルでは、「Daring Grace（大胆にして、優雅）」の新たなデザインコンセプトを掲げ、 全長を140mm延長するとともに前後のデザインが一新された。フロントは「ダイナミックシールド」の進化により各種ランプのレイアウトが変更され（例・ヘッドランプのマウント位置がフロントグリル上部直線上から既存のeKクロス、および後期型デリカD:5などと同様、フロントバンパーの両脇に移動）、SUVとしての力強さを表現するため、バンパー下部にスキッドプレートを追加。リアはダブルガラスからシングルガラスに変えたほか、立体形状のリアランプを高い位置に配置した。インテリアはブラック基調に変え、「G」以上のグレードにはエンボス加工のスエード調素材と合成皮革のコンビネーションシートを採用。メーカーオプションの本革シートではブラックに加えてライトグレーの選択が可能となり、ドアトリムもシートカラー同色でコーディネートされたが、リヤシートのスライド機構は省略された。なお、リアデザインの大幅な変更により、車名エンブレムの位置がテールゲート左側からリアのスリーダイヤの真下に移動した。

### メカニズム
エンジンは2種類が設定されており、当初は新開発のダウンサイジング直列4気筒1.5L・DOHC16バルブ直噴ターボ「4B40型」が搭載された。運転状態により筒内噴射と吸気ポート噴射をきめ細かく制御することで、優れた燃費性能とクリーンな排出ガス特性を両立させている。また、排気量は1.5Lでありながら従来型の2.4L・SOHC16バルブMIVEC自然吸気ガソリンエンジン「4J12型」を凌ぐ中低速トルクを発揮する。。
南アフリカやブルネイなどの一部の国では4B11型エンジンを搭載したモデルを販売している。
2019年6月に追加されたクリーンディーゼル車には、ミニバンのデリカD:5にも採用されている直列4気筒2.2Lコモンレール式DI-D（ダイレクト・インジェクション・ディーゼル）クリーンディーゼルターボエンジン「4N14型」が搭載されており、最大トルクは2000rpmの低回転域から380N・mの大きなトルクを発生させるほか、尿素水溶液「AdBlue」により窒素酸化物（NOx）を安定して浄化させる尿素SCRシステムも搭載される。
2020年12月のマイナーチェンジにより追加されたPHEVモデルには、アウトランダーPHEVにも採用されている直列4気筒2.4LMIVECエンジンの「4B12」型に、前後1基ずつの高出力モーター、13.8kWhの大容量駆動用バッテリーを組み合わせたPHEVシステムを本車種向けに制御を最適化して搭載。走行モードは駆動用バッテリーの電力でモーター駆動する「EV走行モード」、エンジンで発電した電力でモーター駆動する「シリーズ走行モード」、エンジンで発生した動力で走行し、モーターアシストを行う「パラレル走行モード」の3種類があり、走行状況に応じて自動切り替えする。
トランスミッションは搭載エンジンによって異なり、ガソリン車にはINVECS-III 8速スポーツモードCVTが、クリーンディーゼル車には8速スポーツモードA/Tがそれぞれ搭載される。PHEVはモーター直結のため非搭載としている。
プラットフォームは、RVR、アウトランダーと基本部分を共用。ボディのフロント部を3点式のストラットタワーバーで補強（前期モデル）し、リヤ周りを中心に「構造用接着剤」の塗布によって高剛性化したボディや、RVRおよびアウトランダー用をベースに専用開発されたサスペンションにより、操縦安定性の向上を図っている。マイナーチェンジモデルでは、ショックアブソーバーの最適化（大経化され容量アップ）により、高い走行性能と優れた乗り心地を両立した。
4WD車は、ガソリン車やクリーンディーゼル車はアクセル開度や車速、車両の走行条件などから、後輪へ伝達するトルクを常に適切に配分する「電子制御4WDシステム」、PHEVモデルは前後に搭載したモーターで駆動する「ツインモーター4WD」がそれぞれ搭載されており、いずれのシステムにもAYCブレーキ制御を追加した車両運動統合制御システム「S-AWC」が採用されている。ドライブモードセレクターも装備されており、ドライバーは状況に応じて「NOAMAL」「SNOW」「GRAVEL（グラベル）」の中から最適な制御を選択することが可能となっている。PHEVには乾燥舗装路での旋回性や安定性を重視した「TARMAC（ターマック）」を追加した4モードとなる。
また、PHEVモデルでは車内に最大1500Wまで対応する100V AC電源が装備されており、電化製品への電力供給が可能なほか、急速充電口を用いてV2H機器と接続することで家庭用蓄電池となり、家庭への電力供給が可能となる。

### 安全性
安全装備では、予防安全技術「e-Assist」に含まれる衝突被害軽減ブレーキシステム[FCM]、誤発進抑制機能(前進&後退時)[UMS]、車線逸脱警報システム[LDW]、オートマチックハイビーム[AHB]を全車に標準装備。また、レーダークルーズコントロールシステム［ACC］（G、G Plus Packageに標準装備）、後側方車両検知警報システム（レーンチェンジアシスト機能付）［BSW/LCA］と後退時車両検知警報システム［RCTA］（ともにG Plus Packageに標準装備、Gにメーカーオプション）も用意されている。2021年11月の改良時にはアウトランダーに続き、PHEVに「MI-PILOT（マイ・パイロット）」が設定されている。

### 年表
2017年2月28日
2017年ジュネーブ国際モーターショーで世界初披露。
2017年10月3日
欧州向け量産車の出荷を開始。
2017年11月28日
豪州向け量産車の出荷を開始。
2017年12月22日
日本国内向けの予約注文の受付を開始。
2018年1月16日
北米向け量産車の出荷を開始。

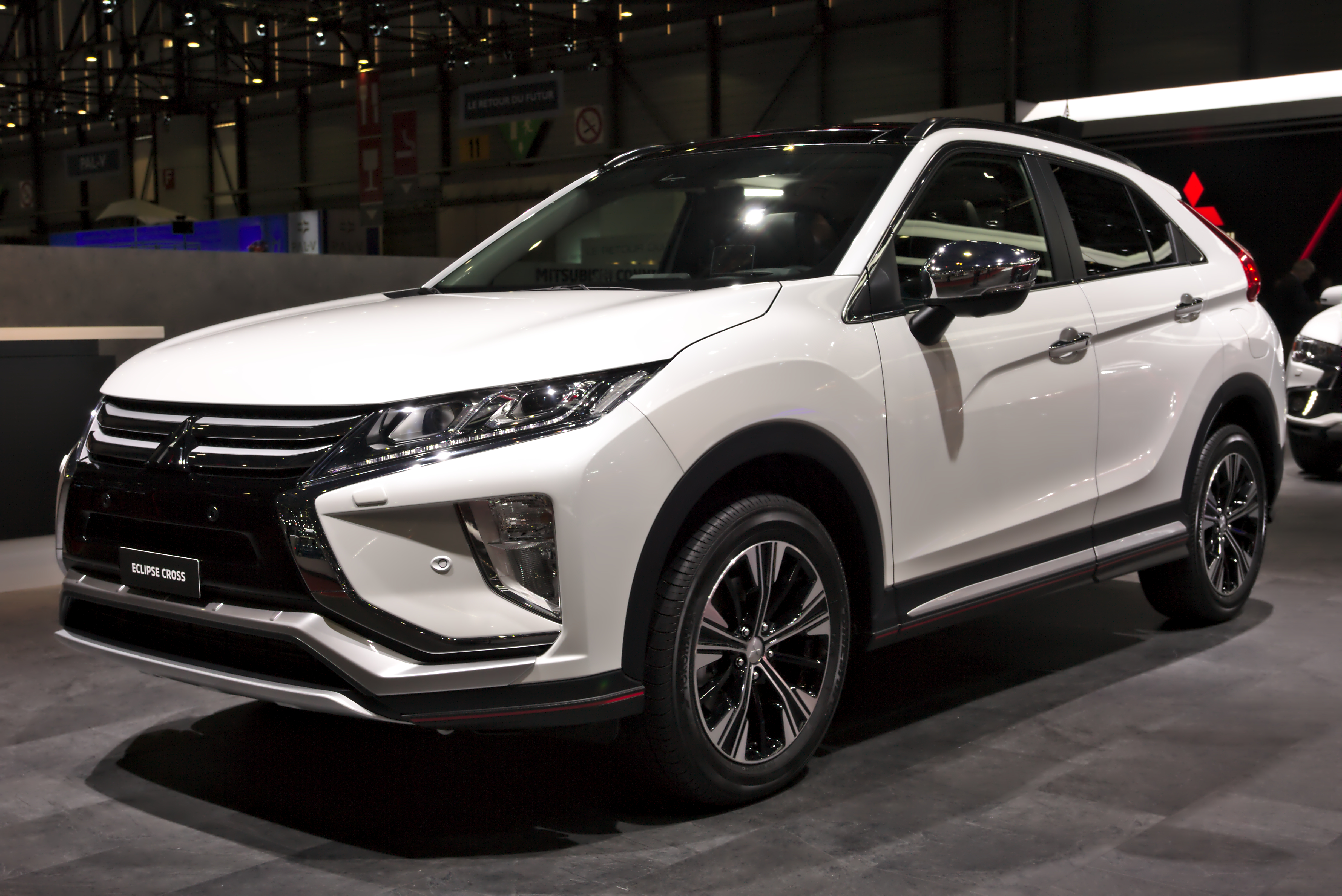
2018年ジュネーブ国際モーターショー展示車両

2018年3月1日
同日、日本での販売を開始。
日本仕様のラインアップは「M」・「G」・「G Plus Package」の3グレードを用意。
ボディカラーは、新開発の「レッドダイヤモンド」（有料色）と「ブロンズメタリック」に、「ホワイトパール」（有料色）、「スターリングシルバーメタリック」、「チタニウムグレーメタリック」、「ブラックマイカ」、「レッドメタリック」、「ライトニングブルーマイカ」を加えた全8色を設定。
2018年10月3日
2018年度グッドデザイン賞を受賞。
2018年11月6日
中国での販売を開始。
広汽三菱汽車有限公司が同年10月から現地生産する「エクリプス クロス（中国名：奕歌）」の販売を中国で開始すると発表。
2018年11月14日
2019年次「RJCカー・オブ・ザ・イヤー」を受賞。
三菱車での同賞受賞は2007年次のi以来12年ぶりとなった。
2018年12月13日
一部改良。
4WD車に採用されていたアクティブヨーコントロール（AYC）を2WD車にも採用したほか、ルーフレールレス仕様のメーカーオプション設定を追加。併せて、「G」と「G Plus Package」はフロントドアガラスに遮音性の高いガラスが採用され、全席のパワーウインドウスイッチに照明が追加されるとともに、運転席から全席の窓をワンタッチでオート開閉する機能も追加され、オート開閉時の挟まれ防止機能も設定された。また、従来は本革シートとのセットオプション設定だった運転席・助手席シートヒーターを標準装備化した。「M」は16インチアルミホイールを切削光輝仕上げに変更した。ボディカラー「レッドメタリック」を廃止。
2018年12月13日
特別仕様車「BLACK Edition」を発売。
「G Plus Package」をベースに、電動格納式リモコンドアミラーや前後のスキッドプレートにブラックマイカ、フロントグリルにピアノブラック、18インチアルミホイールにブラック塗装がそれぞれ採用され、サイドドアガーニッシュにブラックマイカ加飾が施された。ボディカラーは「スターリングシルバーメタリック」と「ブロンズメタリック」を除く5色が設定される。
2019年6月13日
クリーンディーゼルモデルを追加発売。
全てのグレードに設定されているほか、2018年12月発売の特別仕様車「BLACK Edition」にも設定されている。なお、四輪駆動（4WD）車のみの設定となる。また、WLTCモード走行による排出ガス及び燃料消費率（燃料消費率はJC08モード走行も併記）に対応している。

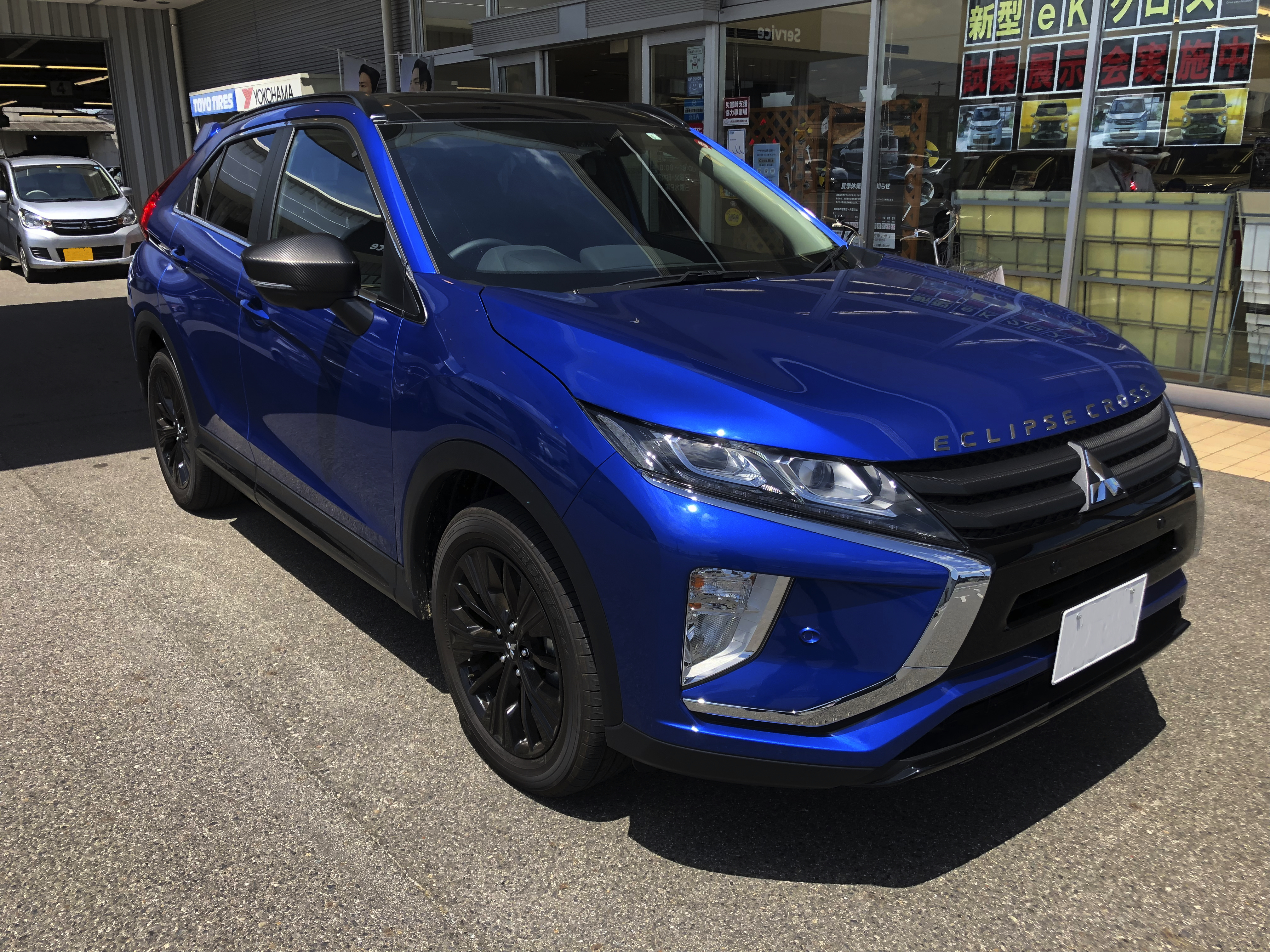
2019年販売型クリーンディーゼルモデル
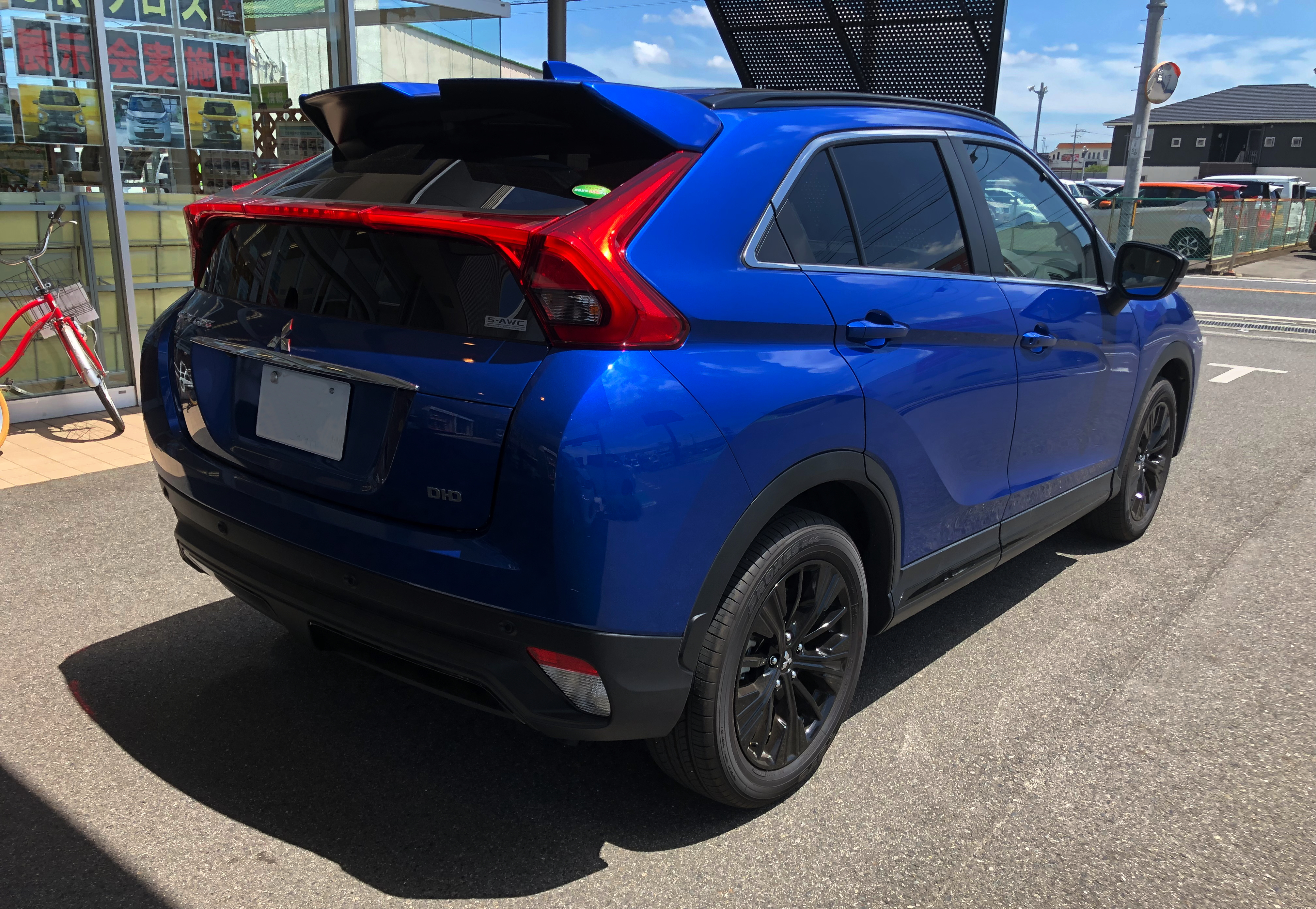
2019年販売型クリーンディーゼルモデル・リア側

2019年10月17日
特別仕様車「BLACK Edition」専用パッケージディーラーオプション「ALL BLACKS Package」の設定が発表された（10月31日発売）。
ラグビーニュージーランド代表チーム「ALL BLACKS」のロゴマークとシルバーファーン（シダの葉）のデカール、ホワイトピンストライプ仕様のエクステンション（フロントコーナー/サイド/リアコーナー）、車種名のエンジンフードエンブレム（ブラック）で構成されている。
100セットの数量限定である。ただし、2019年10月31日以降の登録で、且つ、ボディカラーで「ブラックマイカ」を選択した場合のみ注文可能となる。
2019年12月3日
ミツビシ・モーターズ・ブラジルが現地生産を開始すると発表。
2019年12月25日
一部改良。
「G」と「G Plus Package」はフロントドアのインナードアグリップ、ドアグリップ、ボトルホルダーにLEDインテリアイルミネーションが採用された。
特別仕様車「BLACK Edition」はLEDインテリアイルミネーションの採用に加え、室内天井やAピラーなどをブラックに変更して内装色がブラックに統一され、アルミペダル（アクセル・ブレーキ）を採用した。
2020年9月17日
年度内に大幅改良を行うとともに、PHEVモデルを設定することが発表された。
2020年10月30日
大幅改良モデルが「2020年度グッドデザイン賞」を受賞したことが発表された。
2020年12月4日
大幅改良を発表し、同日より発売された。
クリーンディーゼルモデルを廃止する替わりに、PHEVモデルを設定。PHEVモデルでは、「M」・「G」・「P」の3グレードを設定する。ガソリン車は発売当初からのグレード体系が引き継がれる。
ボディカラーは「ホワイトパール（有料色）」と入れ替えで、「レッドダイヤモンド（有料色）」に続く高輝度塗装のダイヤモンドカラーとして「ホワイトダイヤモンド（有料色）」が新たに設定された。
リヤエンブレム（ECLIPSE CROSS）の書体ならびにサイズが一新され、ゲート左側からゲート中央に移動した。
ボディ剛性の向上やサスペンションの最適化により、走行性能が向上された。
ガソリンモデルの「G Plus Package」とPHEVモデルの「P」には、車両形状に合わせて音響チューニングを行ったハイパワーアンプと8個のスピーカーで構成された「ミツビシパワーサウンドシステム」が新たにオプション設定され、Android AutoやApple CarPlayに対応し、ディスプレイ画面を8インチに大型化したスマートフォン連携ナビゲーションが標準装備された（スマートフォン連携ナビゲーションはPHEVの「G」にもメーカーオプションで設定されるが、設定した場合、マルチアラウンドモニターも同時に装着されるため、LEDターンランプ付電動格納式リモコンドアミラーのサイドアンダーミラーが非装着となる）。
なお、今回の大幅改良により、WLTCモードによる燃料消費率及び排出ガス（JC08モードによる燃料消費率も併記）に対応し、ガソリン車・PHEVモデル共に「平成30年排出ガス基準50%低減レベル（☆☆☆☆）」認定を取得した。

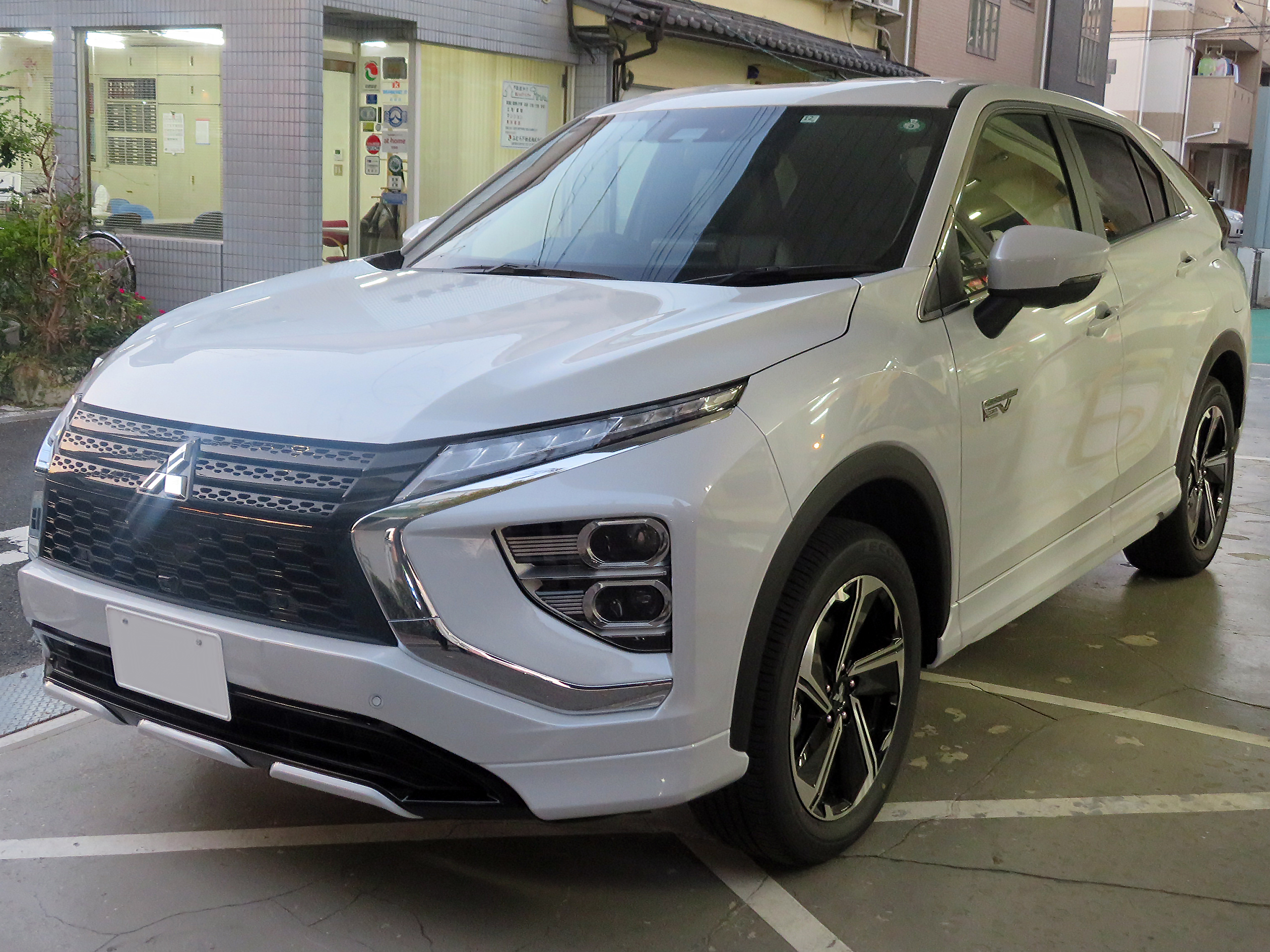
2020年改良型PHEV P
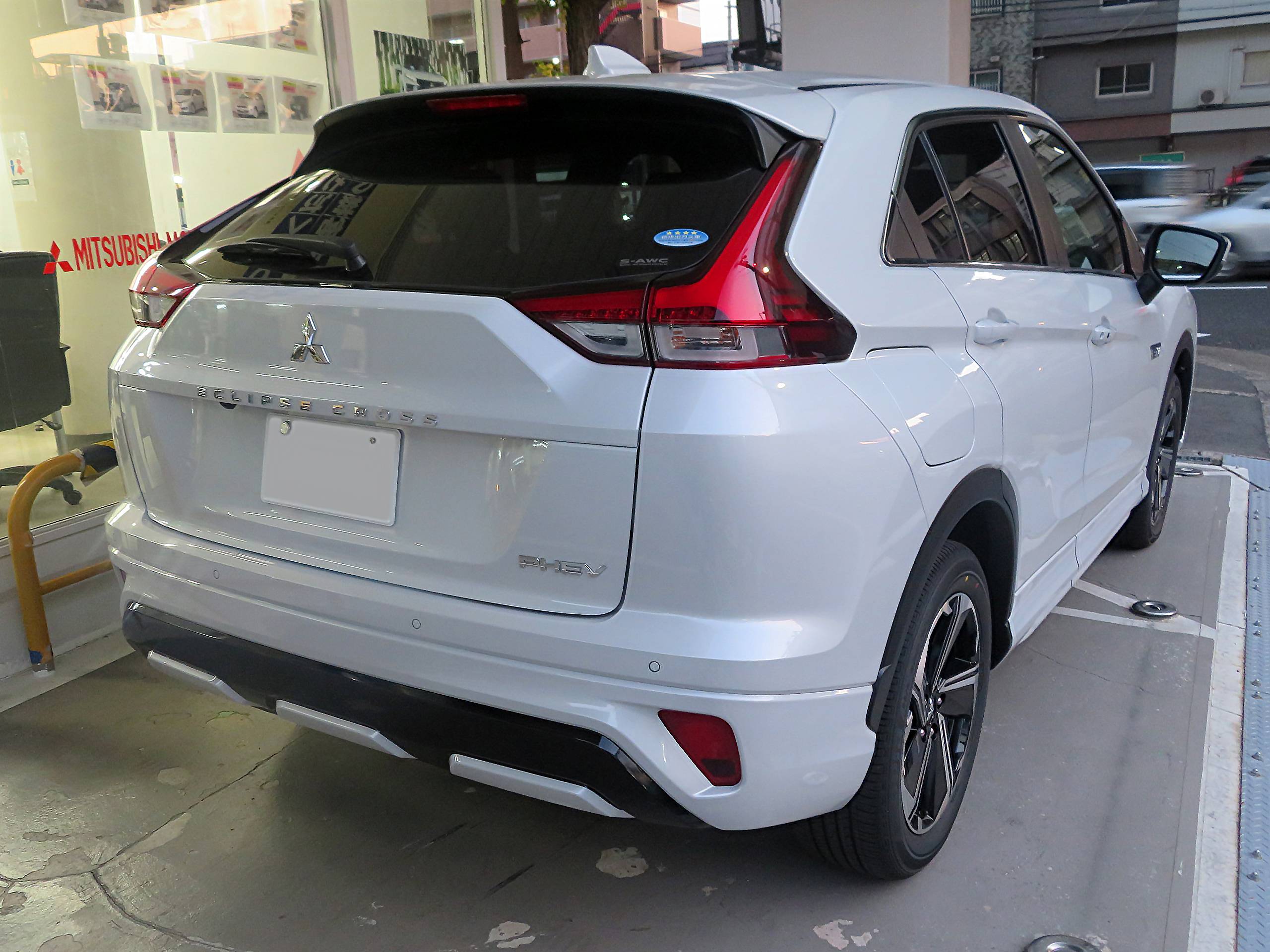
2020年改良型PHEV P・リア側

2021年11月25日
一部改良を発表し、同日より発売された。
アクセル・ブレーキ・ステアリング操作を車両側でアシストすることで、高速道路での渋滞走行や長時間の巡航走行によるドライバーの負担を軽減する高速道路 同一車線運転支援機能「マイパイロット（MI-PILOT）」をPHEVモデルの「G」と「P」標準装備。また、後側方車両検知警報システム（レーンチェンジアシスト機能付）[BSW/LCA]と後退時車両検知警報システム[RCTA]を「G」（ガソリン車・PHEVモデル共）にも拡大して標準装備化された。
ガソリンモデルには特別仕様車「G Limited Edition」が設定された（2022年1月下旬販売開始）。エントリーグレードの「M」から、外観はタイヤ・アルミホイール（切削光輝仕上げ）を「G」と同じ18インチに大径化。内装はシート生地を上級ファブリック（ステッチなし）にグレードアップ、本革巻ステアリングホイールは「G」と同じブラック加飾付となり、リアセンターアームレストとLEDインテリアイルミネーション（フロントドア）を装着。機能面ではレーダークルーズコントロールシステム[LCC]、ヘッドアップディスプレイ、電動パーキングブレーキ/ブレーキオートホールドが装備され、「M」ではメーカーオプション設定となる運転席・助手席シートヒーターも装備。フルオートエアコンは左右独立温度コントロール式にグレードアップされる。また、「M」では設定されていないBSW/LCA、RCTA、LEDヘッドライト（ハイ/ロービーム、光軸調整機能付）、LEDフロントフォグランプの4点を本グレード専用のメーカーセットオプションとして設定された。
2022年3月17日
純正アクセサリーに日本国内でのブランド復活を果たした「ラリーアート」を追加。
エクリプス クロス用には、アンダーガーニッシュ（フロント/リア）とサイドエクステンションをセットにした「RALLIARTスタイリングパッケージ」をはじめ、マッドフラップ、サイドデカール、テールゲートスポイラー、フロアマットがラインナップされる。
2022年11月10日
一部改良並びに、2018年10月に発売された特別仕様車「Black Edition」を新仕様で再発売することが発表された。（「M」と「G Limited Edition」は同日、その他のグレードは2023年2月16日より順次発売）。
グレード展開の見直しに伴い、ガソリンモデルは「G Plus Package」を廃止する替わりにPHEVモデルのみだった最上位グレード「P」を追加したことでグレード体系をガソリンモデル・PHEVモデルで統一化。
ガソリンモデル・PHEVモデル共通で、つま先をリアバンパー下に出し入れすることで開閉可能なハンズフリー機能やゲートが開く高さを任意で設定可能な停止位置メモリー機能を備えたエレクトリックテールゲートと後席シートヒーター（左右席）を「G」と「P」に標準装備するとともに、後席充電用USBポートを「M」のガソリンモデルを除く全車に装備された。また、従来はPHEVモデルの「G」と「P」に装備されていた「マイパイロット」をガソリンモデルの「G」と「P」にも標準装備された。
特別仕様車「Black Edition」はベースグレードが「P」に変更となり、外観の変更に加え、内装はメーターベゼルやセンターパネルガーニッシュをブラック、ドアグリップやインストルメントパネルオーナメントをダークシルバーとするとともに、シートやドアアームレスト、ディンプル付本革巻ステアリングホイールにグレー系のステッチが施された。併せて、エレクトロニックテールゲート、後席シートヒーター、後席充電用USBポート、「マイパイロット」を追加装備された。また、今回はガソリンモデルに加え、PHEVモデルにも設定される。2021年11月に発売された特別仕様車「G Limited Edition」は後席充電用USBポートと「マイパイロット」を追加装備して販売を継続するとともに、ガソリンモデルに加えてPHEVモデルが設定された。
2023年12月7日
一部改良を発表し、同日より発売された。
グレード展開の見直しにより、特別仕様車の「G Limited Edition」を廃止。マルチアラウンドモニターを備えたスマートフォン連携ナビゲーションが全グレードに標準装備された。
2024年10月15日
ミツビシ・モーターズ・ブラジルがSNSにて特別仕様車のエクリプスクロス モータースポーツを100台限定で販売することを発表した。
2025年1月
ミツビシ・モーターズ・オーストラリアは、同年3月1日からのADR改定に伴い、販売を終了することを発表。

## ボディカラー
※ 伸縮型のメニューとして掲載する。[表示]をクリックすると一覧表示される。
| M （ガソリン/PHEV）                                     | G （ガソリン/PHEV）               | G・Plus Package （ガソリン） | P （PHEV）  | 特別仕様車 「BLACK Edition」 |   |   |   |                      |                    |
| 販売期間                                                |                                   |                              |             |                              |   |   |   |                      |                    |
| 2018年3月- （PHEV：2020年12月 -）                       | 2018年3月- （PHEV：2020年12月 -） | 2018年3月-                   | 2020年12月- | 2018年12月-2020年12月        |   |   |   |                      |                    |
| 現行型（2020年12月改良型）に設定中のボディカラー        |                                   |                              |             |                              |   |   |   |                      |                    |
| ホワイトダイヤモンド                                    |                                   |                              | ▲           | ▲                            | ▲ | ▲ | - | 2020年12月-          | 有料色             |
| レッドダイヤモンド                                      | PS                                |                              | ▲           | ▲                            | ▲ | ▲ | ▲ | 2018年3月 -          | 新規開発色・有料色 |
| ライトニングブルーマイカ                                | SB                                |                              | ●           | ●                            | ● | ● | ● | 2018年3月 -          |                    |
| ブロンズメタリック                                      | NB                                |                              | ●           | ●                            | ● | ● | - | 2018年3月 -          | 新規開発色         |
| スターリングシルバーメタリック                          | HM                                |                              | ●           | ●                            | ● | ● | - | 2018年3月 -          |                    |
| チタニウムグレーメタリック                              | TR                                |                              | ●           | ●                            | ● | ● | ● | 2018年3月 -          |                    |
| ブラックマイカ                                          | CI                                |                              | ●           | ●                            | ● | ● | ● | 2018年3月 -          |                    |
| 過去に設定されていたボディカラー                        |                                   |                              |             |                              |   |   |   |                      |                    |
| レッドメタリック                                        | RR                                |                              | ●           | ●                            | ● | - | - | 2018年3月-2018年12月 |                    |
| ホワイトパール                                          | SL                                |                              | ▲           | ▲                            | ▲ | - | ▲ | 2018年3月-2020年12月 | 有料色             |
| ※色見本は近似色にて表記。●は標準設定、▲は有料色を表す。 |                                   |                              |             |                              |   |   |   |                      |                    |

## 車名の由来
クーペSUVということで、過去に三菱が販売していたクーペ/コンバーチブル型乗用車の「エクリプス」と「クロスオーバー」を名称の由来としており、「ドライバーに鮮明な印象を与え、心を刺激し、高揚させる存在に慣れるように。そんな思いを込めて」名付けられたとする。
一方で、クーペ時代は18世紀の競走馬「エクリプス」にも因んでいた一方、本車ではあくまでもスペシャリティクーペのエクリプスと、三菱らしい趣味性の高いSUVクロスオーバーとの融合という観点から「日食」の意味とかけ合わされたものであり、競走馬の件には触れられていない。

## ダカール・ラリー
2019〜2020年のダカール・ラリーに、三菱自動車のスペイン法人とフランスのソディカーズ・レーシングがグループT1.2規定（プロトタイプ又は改造無制限の四輪駆動のディーゼル車）の下に開発したエクリプスクロスをエントリーさせた。ドライバーは女性歯科医のクリスティーナ・グティエレス・エレーロ、コドライバーはパブロ・モレノ・ウェッテ。
その正体はソディカーズ・レーシングが2013年から投入していたプロトタイプバギーの『BV6』で、鋼鉄製パイプフレームにエクリプスクロスのデザインのカーボンファイバー製ボディを被せたものである（同チームは他にBMW・X6のデザインのBV6も運用した）。車重は1,820kg、トランスミッションを含む駆動系はサデフ製を採用。エンジンはBMW製で最大340馬力/686Nmを発生する、3.0リッター直列6気筒ディーゼルツインターボを搭載した。
2019年は総合26位、2020年は総合38位でそれぞれ完走した。